# Primera Angostura (Río Negro)
Primera Angostura es un paraje del departamento de Adolfo Alsina, en la provincia de Río Negro, Argentina. Aquí comienza el valle inferior del río Negro y nacen los canales de riego. Se encuentra cercana a la localidad de Guardia Mitre, sobre la Ruta Nacional 250.
Aquí se encuentra una estación controladora de caudales del río Negro.

## Toponimia
Recibe su nombre ya que aquí se encuentra el ancho mínimo del río Negro.